# Leonora Jiménez
Leonora Jiménez (Santa Ana, 1983) è una modella costaricana.

## Biografia
Nel 2005 ha vinto Miss Asia Pacific International, ma viene detronizzata per aver violato gli obblighi contrattuali partecipando a Miss Mondo 2005, ed il titolo viene passato alla seconda classificata, la russa Evgeniya Lapova.
Nel 2007, dopo aver partecipato al programma Vita Fitness: El Desafío, ha presentato Super Model Centroamérica, la versione del Centroamerica di America's Next Top Model.